# Sint-Annakapel (Eke)

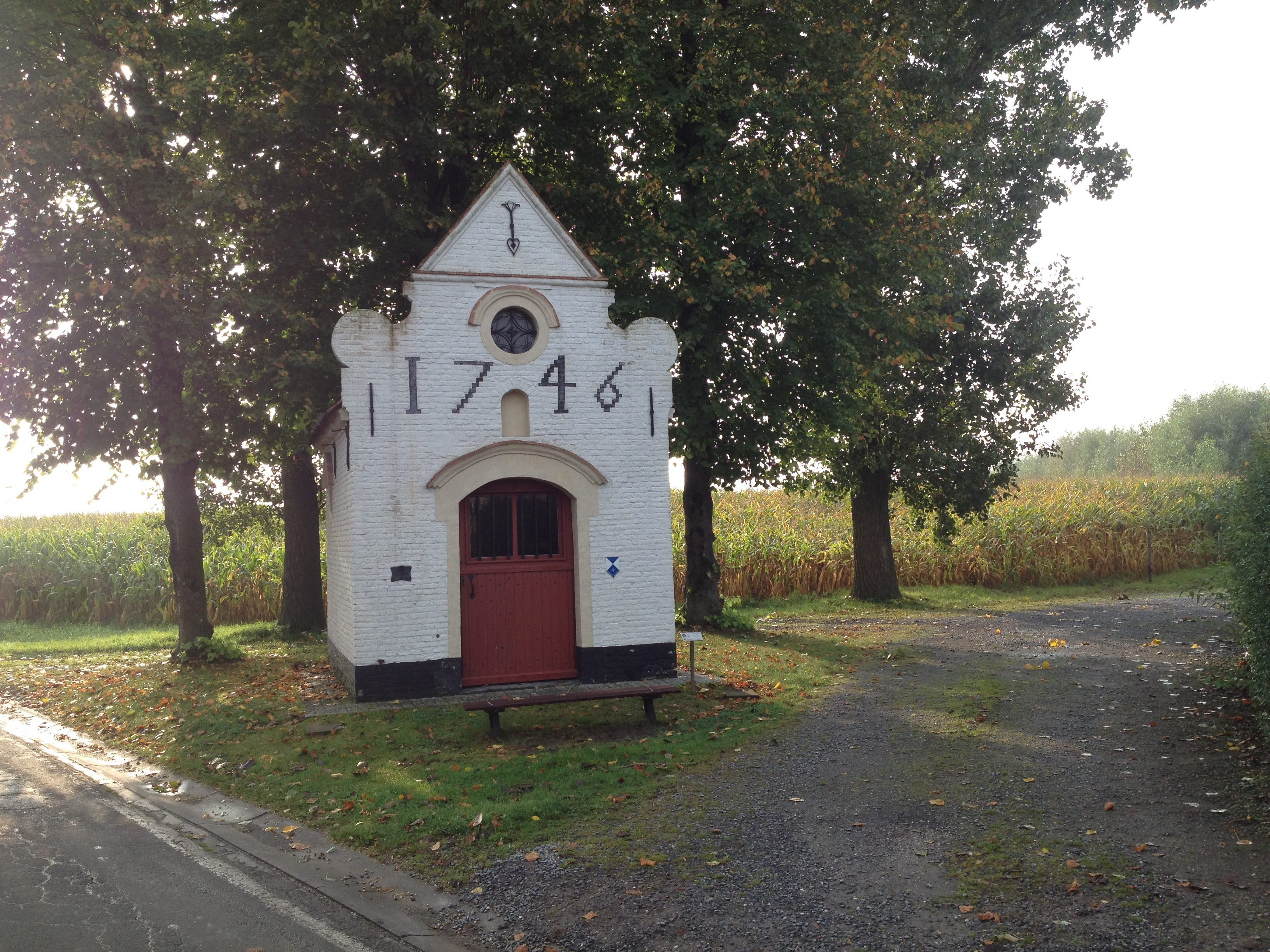
Sint-Annakapel

De Sint-Annakapel is een kapel in de tot de Oost-Vlaamse gemeente Nazareth behorende plaars Eke, gelegen aan de Landuitstraat in de buurtschap Landuit.
Deze kapel werd gebouwd in 1746 als stopplaats op de bedevaartweg van Deerlijk naar Bottelare. Mogelijk werd de kapel opgericht tijdens uitbraken van besmettelijke ziekten.
Het is een eenvoudig bakstenen gebouwtje dat omringd wordt door een drietal linden.
Binnen de kapel bevindt zich een gemarmerd, 18e-eeuws barokaltaar, een gepolychromeerd stenen beeld van Sint-Anna-te-drieën. Ook is er een gepolychromeerd houten beeld van een aanbiddende engel en is er een 18e-eeuwse kaarsenkroon (1760) en een 18e-eeuwse kaarsenstandaard.